# Палац Європи
Палац Європи (фр. Palais de l'Europe) — будівля в Страсбурзі та резиденція Ради Європи.

## Історія
Будівництво Палацу Європи розпочато у 1976 році за проєктом французького архітектора Генрі Бернарда і відкрито у 1977 році.
Першою будівлею, де проходили засідання Ради Європи, з часу її створення у 1949 році, була головна будівля Страсбурзького університету. У період з 1950 по 1977 роки засідання ради проходили у тимчасовому Будинку Європи — бетонній будівлі, позбавленій усілякої естетики з чисто практичним спрямуванням. Будинок Європи побудовано у 1949 році за проєктом архітектора Бертрана Монне. У 1977 році, з відкриттям нового Палацу Європи, старий Будинок Європи знесли. Він стояв на місці нинішньої галявини, що сьогодні веде до Палацу.

## Розташування
Палац Європи розташований у «Європейському кварталі» Страсбурга, приблизно в двох кілометрах від історичного центру Гранд-Іль.

## Опис
Висота будівлі становить 38 м. Довжина кожної з сторін — 106 м, загальна площа — 64 000 м². Всередині розташовано сімнадцять конференц-залів, близько ста офісів співробітників секретаріату та півколо Парламентської асамблеї Ради Європи (ПАРЄ).
Зовнішній вигляд будівлі виконано у червоному, срібному та коричневому кольорах.

## Галерея

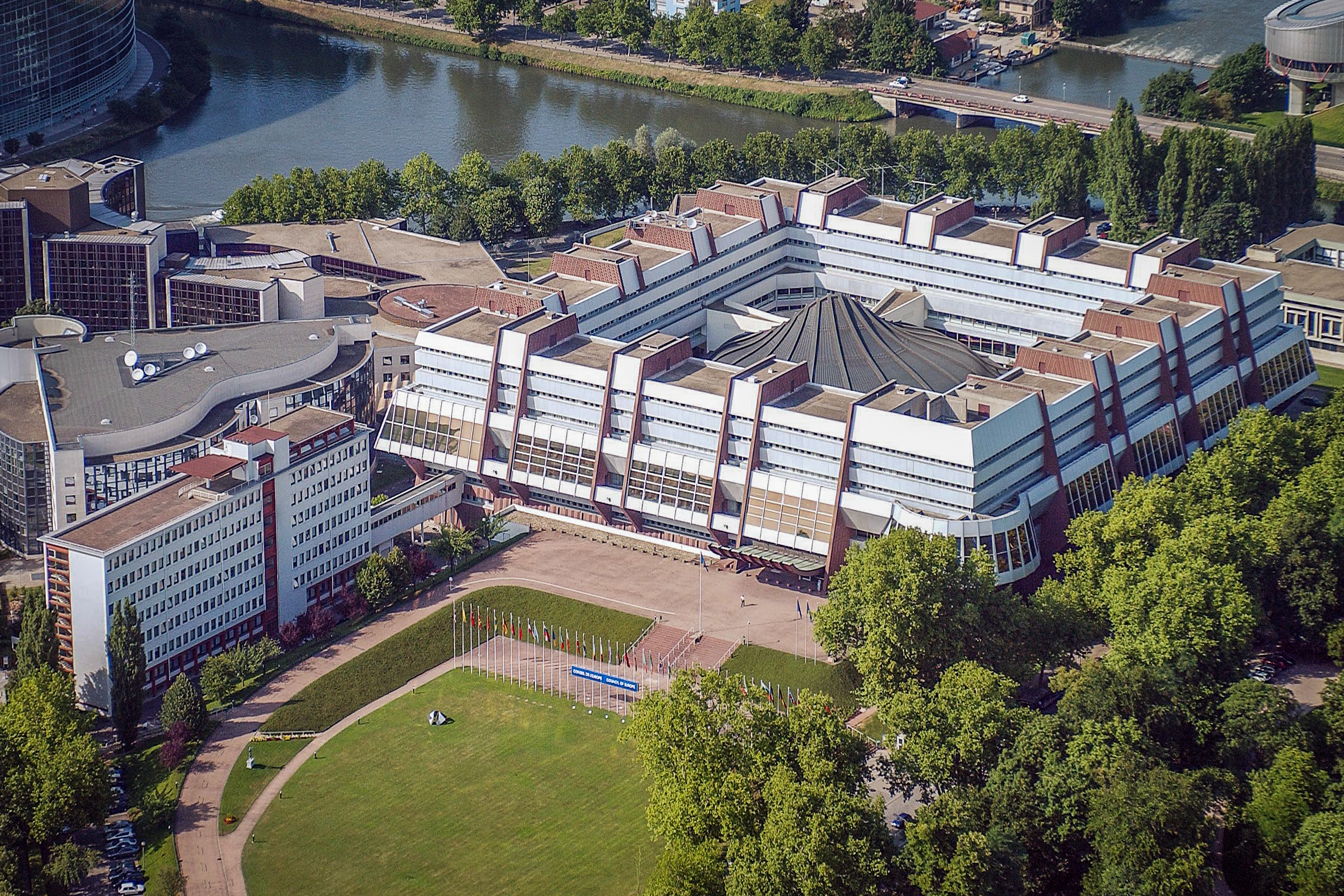
Палац Європи, вид зверху
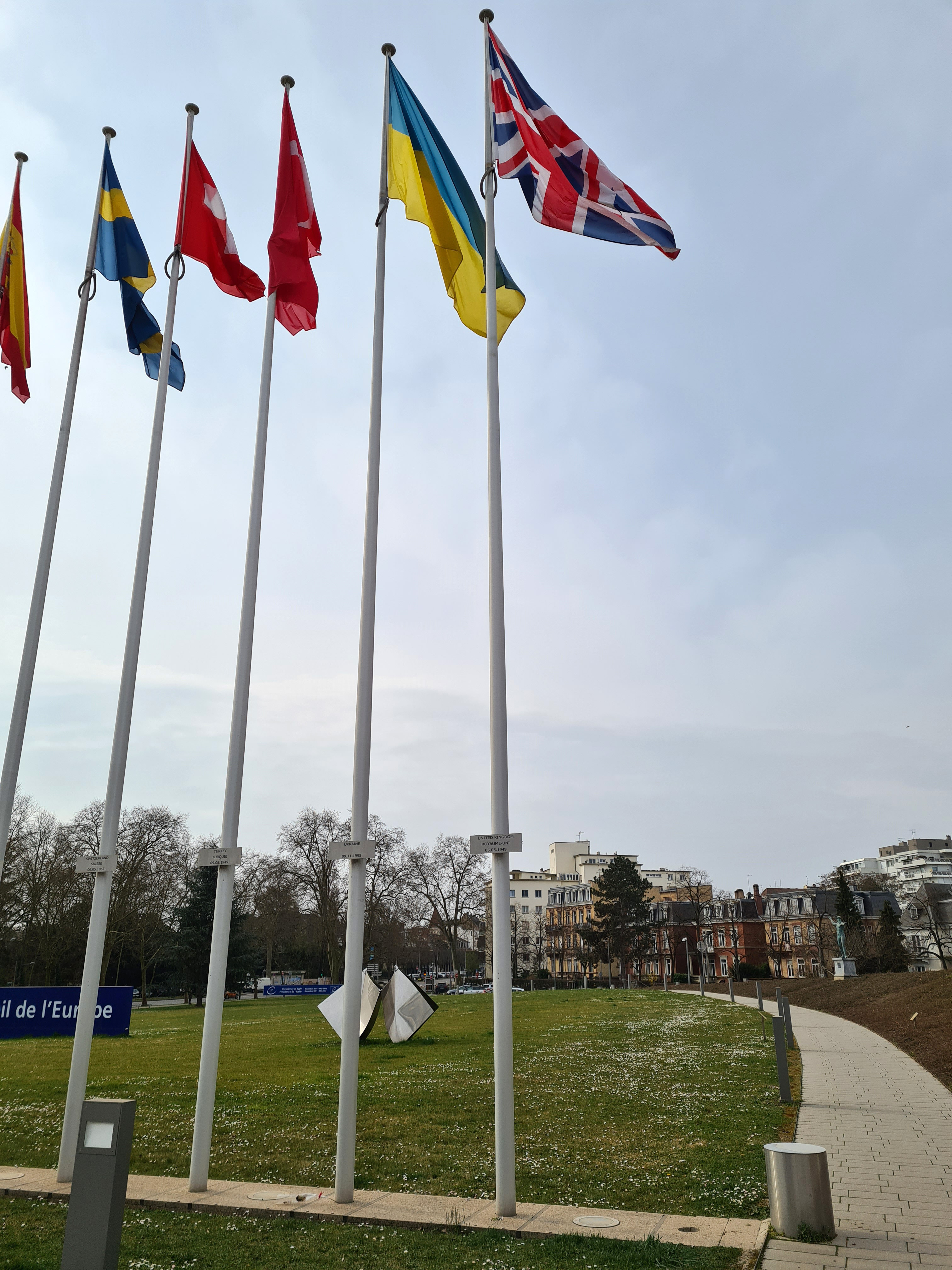
Прапори
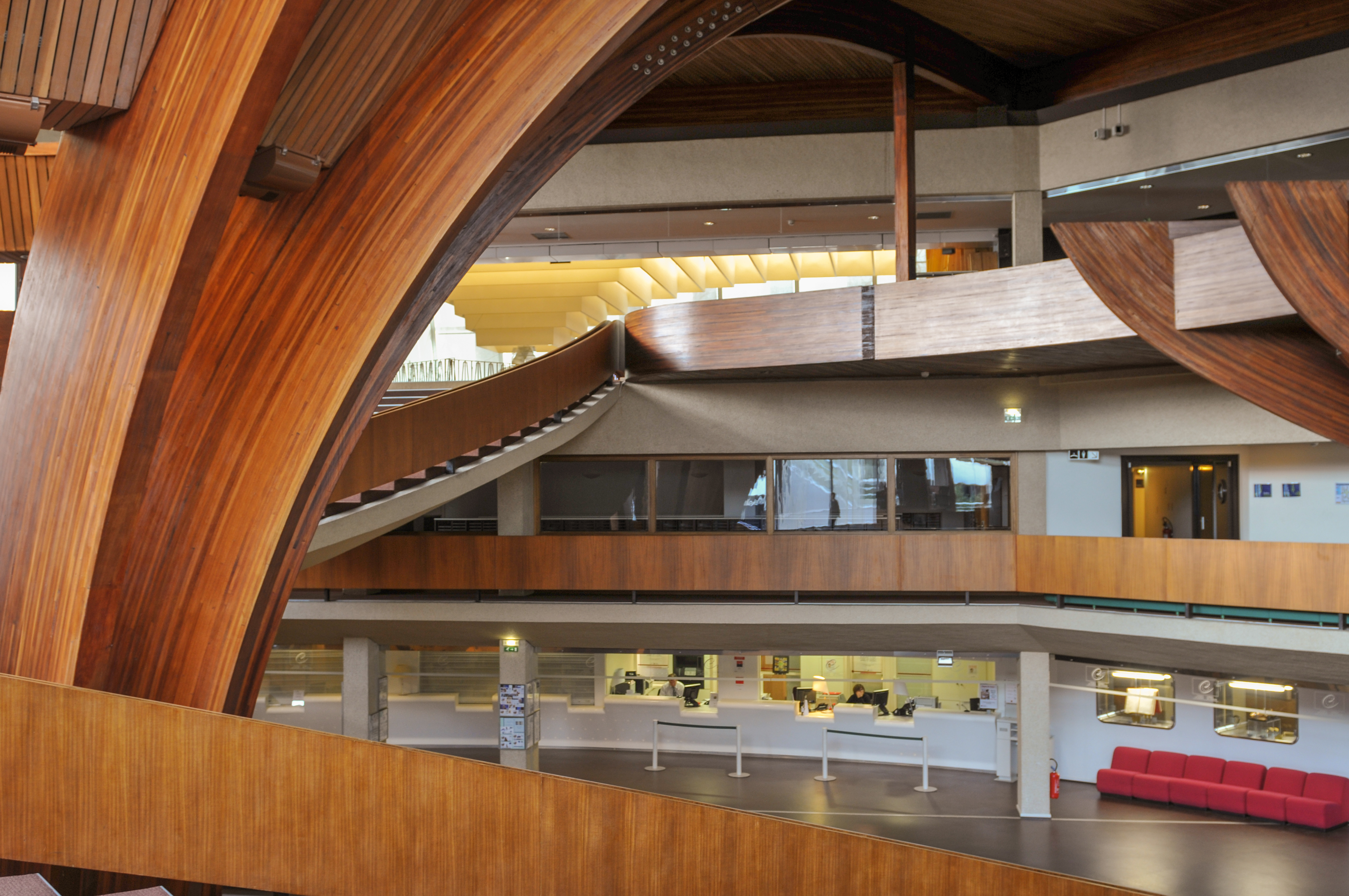
Інтер'єр